# Ducado de Southampton
Duque de Southampton era un título en la nobleza de Inglaterra. Fue creado en 1675 para Charles FitzRoy, un hijo ilegítimo del tey Carlos II de Inglaterra por su amante, la I duquesa de Cleveland. Junto con el ducado, Charles Fitzroy también recibió los títulos subsidiarios de Conde de Chichester y Baron Newbury.
Tras la muerte de su madre en 1709, el I duque de Southampton la sucedió en el ducado de Cleveland, el condado de Southampton y la baronía de Nonsuch. A su muerte en 1730, los títulos pasaron a su hijo William. El II duque de Southampton murió sin descendencia, por lo que los títulos se extinguieron tras su muerte en 1774. El ducado de Southampton no se ha vuelto a crear.

## Duques de Southampton (1675)
- Charles Fitzroy, I duque de Southampton, II duque de Cleveland (1662-1730)
- William Fitzroy, II duque de Southampton, III duque de Cleveland (1698-1774)